# Reloj del Trinity College

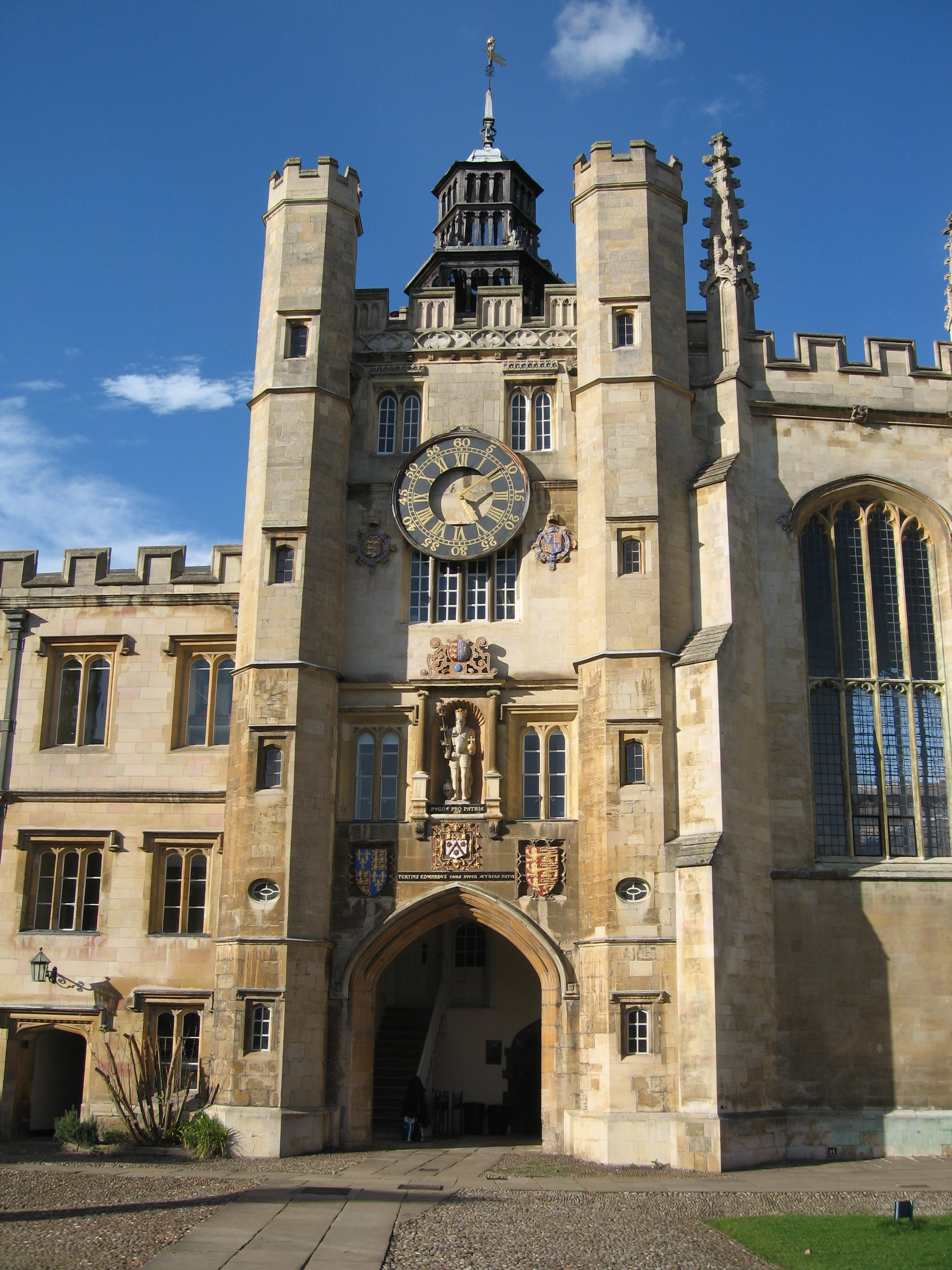
Puerta del Rey Eduardo, Gran Patio, Trinity College, Cambridge

El reloj del Trinity College es un reloj de péndulo histórico, propiedad del Trinity College (Cambridge). Se encuentra en uno de los edificios más antiguos de la universidad, la Puerta del Rey Eduardo, también conocido como la torre del reloj. El edificio era antiguamente la entrada a King's Hall, una universidad que se fusionó con la Michaelhouse para formar el Trinity College.
El reloj es conocido por dar la hora dos veces, primero con una nota baja (de la campana "Trinity") y luego repetida con una nota más alta (de la campana "St John"). Esta peculiaridad fue comentada por William Wordsworth en unos versos de su autobiografía:

Near me hung Trinity’s loquacious clock,

Who never let the quarters, night or day,

Slip by him unproclaimed, and told the hours

Twice over with a male and female voice.
Cerca de mí colgaba el locuaz reloj del Trinity,

que nunca dejaba pasar los cuartos, ni de día ni de noche,

sin que nadie los anunciara, y decía las horas

dos veces con voz masculina y femenina.
William Wordsworth (The Prelude (1850); 3. Residence at Cambridge)

Un mito común afirma que el reloj da la hora dos veces, porque los compañeros del St John's College una vez se quejaron de su ruido.

## Historia
La Puerta del Rey Eduardo (que da paso al Trinity Great Court), también conocida simplemente como la torre del reloj, es uno de los edificios más antiguos de la universidad. Parece que el primer reloj fue instalado en 1610 por Thomas Tennant, de Londres. La campana ha sobrevivido hasta nuestros días y lleva la inscripción: TRINITAS IN UNITATE RESONAT 1610. RICARDUS HOLD FELD ME FECIT. ("La Trinidad resuena en unidad, 1610. Richard Holdfield me hizo").
Entre 1726 y 1727, el mecanismo del reloj fue entregado al pueblo de Orwell (Cambridgeshire) cuando el maestro relojero Richard Bentley, proporcionó un nuevo reloj con placa de cuadrante y tres campanas.
En 1910, este reloj del siglo XVIII fue reemplazado por un mecanismo construido por la casa Smith de Derby según un diseño de Lord Grimthorpe.

## Proyecto de seguimiento

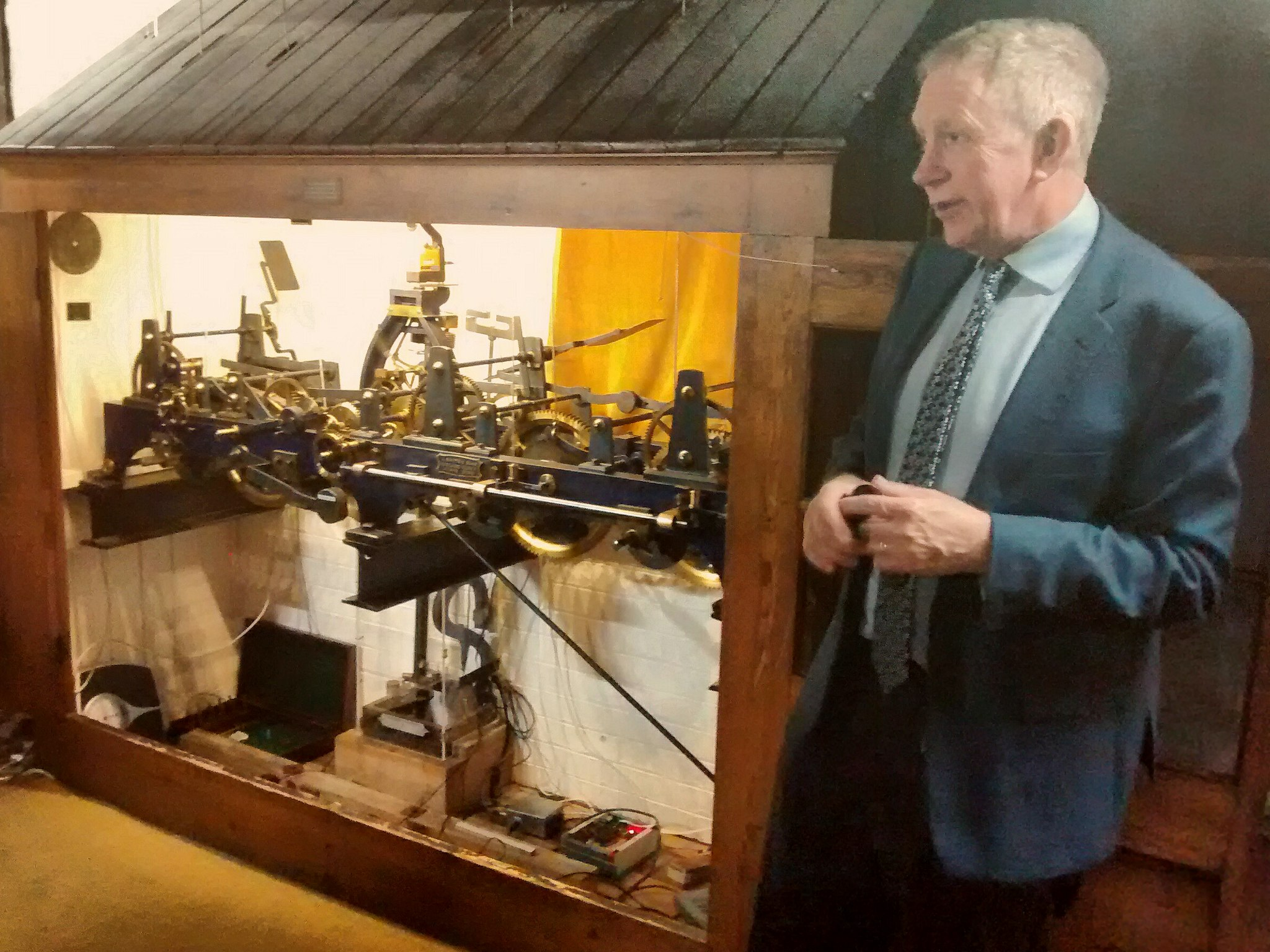
El mecanismo del reloj del Trinity College y el guardián del reloj, Hugh Hunt, en febrero de 2019

El reloj es objeto de un proyecto actual coordinado por Hugh Hunt, miembro del Trinity College de Cambridge, que lo calibra frente a la señal horaria oficial del Reino Unido y realiza el seguimiento de otras variables, incluida la amplitud del péndulo, la humedad, la temperatura del aire, la presión del aire y la densidad del aire. El reloj está gobernado por un péndulo de dilatación térmica compensada de 2 metros de longitud, accionado por un mecanismo de escape de tres patas. Es capaz de mantener la hora con una precisión de más de un segundo en un mes sin ninguna intervención más allá de darle cuerda haciendo remontar sus pesas al menos una vez a la semana.